# El edificio de enfrente
El edificio de enfrente é uma telenovela mexicana, produzida pela Televisa e exibida em 1972 pelo El Canal de las Estrellas.

## Elenco
- Ignacio López Tarso
- Julio Aldama
- Susana Alexander
- Luis Aragón
- Martha Roth